# ایران‌نامه
ایران‌نامه نشریه‌ای است به زبانِ فارسی که توسط «بنیاد مطالعات ایران» در آمریکا منتشر می‌شد.
بنابر مندرجات صفحه معرفی نشریه: «ایران‌نامه، که فصلنامه‌ای تحقیقاتی است، از پائیز ۱۳۶۱، با همکاری گروهی از پژوهشگران، نویسندگان و استادان صاحبنظر ایرانی و خارجی، هر سال در چهار شماره منتشر شده است. هدف اصلی این نشریه آشنا کردن خوانندگان خود با تازه‌ترین دستاوردهای پژوهشی محققان و ایرانشناسان و با آثار و اندیشه‌های نویسندگان سرشناس ایرانی بوده است. توجه اصلی ایران نامه در سال‌های نخست انتشار، بر ادب و زبان فارسی و تاریخ فرهنگ و تمدن ایران بود و از همین رو شماره‌های ویژه‌ای از آن به زندگی و آثار برخی از شاعران، متفکران و نویسندگان پرآوازه ایرانی اختصاص یافت. در سال‌های اخیر ایران‌نامه، ضمن ادامه انتشار آثار تحقیقی تازه دربارهٔ ادب ایران، به آثار پژوهشگران دربارهٔ روندها، دگرگونی‌ها و پدیده‌های عمده جامعه معاصر ایران روی آورده و به انتشار شماره‌های ویژه‌ای در این زمینه‌ها نیز توفیق یافته است. هر شماره ایران‌نامه علاوه بر مقاله‌های تحقیقی، شامل گزیده‌هایی از خاطرات و اسناد تاریخی، نقد و بررسی کتاب و خلاصه هریک از مقاله‌ها به زبان انگلیسی است. در آخرین شماره هر سال و در پایان هر دوره ده ساله نیز فهرستی الفبائی از نام نویسندگان و منتقدان و عنوان نوشته‌های آنان در ایران‌نامه منتشر می‌شود.»
آخرین شمارهٔ منتشره این مجله، فصل نامهٔ زمستان ۱۳۹۴ بوده است، بنا بر بیانیهٔ «بنیاد مطالعات ایران» دلیل پایان چاپ این مجله پس از سی و اندی سال، مشکلات ویژهٔ چاپ نشریات سنتی بوده است.